# Langenberg
Langenberg è un comune di 8 695 abitanti della Renania Settentrionale-Vestfalia, in Germania.
Appartiene al distretto governativo (Regierungsbezirk) di Detmold e al circondario (Kreis) di Gütersloh (targa GT).

## Amministrazione

### Gemellaggi
- Neuzelle, Brandeburgo, Germania, dal 1993